# جان ستيرلينج
جان ستيرلينج (بالإنجليزية: Jan Sterling )‏ (و. 1921 – 2004 م) هي ممثلة مسرحية، وممثلة أفلام، وممثلة تلفزيونية أمريكية، ولدت في نيويورك، توفيت في وودلاند هيلز، عن عمر يناهز 83 عاماً، بسبب سكتة، والسكري.

## وصلات خارجية
- جان ستيرلينج على موقع IMDb (الإنجليزية)
- جان ستيرلينج على موقع ألو سيني (الفرنسية)
- جان ستيرلينج على موقع تيرنر كلاسيك موفيز (الإنجليزية)
- جان ستيرلينج على موقع أول موفي (الإنجليزية)
- جان ستيرلينج على موقع قاعدة بيانات برودواي على الإنترنت (الإنجليزية)
- جان ستيرلينج على موقع قاعدة بيانات برودواي على الإنترنت (الإنجليزية)
- جان ستيرلينج على موقع قاعدة بيانات الأفلام السويدية (السويدية)
- جان ستيرلينج على موقع إن إن دي بي (الإنجليزية)
- جان ستيرلينج على موقع ديسكوغز (الإنجليزية)
- جان ستيرلينج على موقع قاعدة بيانات الفيلم (الإنجليزية)